# Classe Gonçalo Velho
A classe Gonçalo Velho foi uma classe de avisos coloniais de 2.ª classe ao serviço de Marinha Portuguesa.
Os dois navios da classe, foram construídos nos estaleiros Hawthorne Leslie (Inglaterra) e encomendados ao abrigo do Programa Naval Português da década de 1930. Como avisos coloniais, os navios foram projetados com o objetivo de manter a capacidade de presença naval nos vários territórios do Império Colonial Português, assegurando aí, a soberania de Portugal.
Depois da Segunda Guerra Mundial os navios foram equiparados a fragatas, recebendo o prefixo F nos seus números de amura. Em 1959 foram substancialmente modernizados, sendo equipados com armamento e sensores para guerra antissubmarina.
Os navios da classe foram baptizados com os nomes de dois dos navegadores portugueses envolvidos na descoberta das ilhas do Atlântico: Gonçalo Velho Cabral e João Gonçalves Zarco.
Ambos os navios deixaram de ser empregues como unidades combatentes em 1961. O Gonçalo Velho foi, imediatamente, abatido ao serviço, mas o Gonçalves Zarco foi transformado em navio hidrográfico, mantendo-se em serviço até 1964.

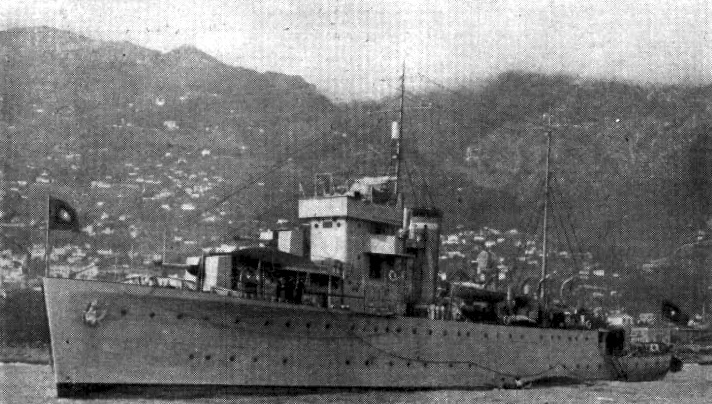
NRP Gonçalves Zarco, por volta de 1940

## Navios
| Número de amura            | Nome                | Estaleiro        | Comissão    | Estado             |
| -------------------------- | ------------------- | ---------------- | ----------- | ------------------ |
| F 475 (1946)               | NRP Gonçalo Velho   | Hawthorne Leslie | 1933 - 1961 | Abatido ao serviço |
| F 476 (1946) A 5200 (1961) | NRP Gonçalves Zarco | Hawthorne Leslie | 1933 - 1964 | Abatido ao serviço |